# Балыклы-Чукаево
Балыклы-Чукаево (тат. Балыклы-Чүкәй) — село в Рыбно-Слободском районе Республики Татарстан, административный центр Балыклы-Чукаевского сельского поселения.

## География
Село находится на левом притоке реки Атмаска, в 22 км к северу от районного центра — посёлка городского типа Рыбная Слобода.

## История
Основание села относят ко второй половине XVII века.
В XVIII веке и вплоть до 1860-х годов жителей села причисляли к государственным крестьянам. Традиционные занятия в этот период — земледелие и разведение скота, был распространен портняжный промысел. 
В 1897 году взамен обветшавшей деревянной была построена каменная мечеть (в 1930-е гг. закрыта, в 1937 г. разрушен минарет, с 1990 г. используется по назначению; памятник культовой архитектуры). В 1898 году при мечети был открыт мектеб.
В начале XX века в селе также действовали 3 бакалейные лавки. В этот период земельный надел сельской общины составлял 1245 десятин.
До 1920 года село входило в Бетьковскую волость Лаишевского уезда Казанской губернии. С 1920 года в составе Лаишевского кантона ТАССР. С 14 февраля 1927 года в Рыбно-Слободском, с 19 февраля 1944 года в Салтанском, с 5 апреля 1946 года в Корноуховском, с 19 ноября 1954 года в Рыбно-Слободском, с 1 февраля 1963 года в Пестречинском, с 12 мая 1965 года в Рыбно-Слободском районах.
В 1931 году в селе был организован колхоз; с 1994 года — сельскохозяйственный производственный кооператив «Чукай».

## Население
| 1782 | 1859 | 1897 | 1908 | 1920 | 1926 | 1949 | 1958 | 1970 | 1989 | 2002 | 2010 | 2020 |
| ---- | ---- | ---- | ---- | ---- | ---- | ---- | ---- | ---- | ---- | ---- | ---- | ---- |
| 48   | 444  | 872  | 965  | 1088 | 935  | 793  | 565  | 585  | 398  | 343  | 297  | 244  |

Национальный состав села — татары.

## Экономика
Жители работают преимущественно в крестьянских (фермерских) хозяйствах.

## Инфраструктура
В селе действуют средняя школа, дом культуры(с 1979 г.), библиотека, фельдшерско-акушерский пункт.